# Maurice Summen

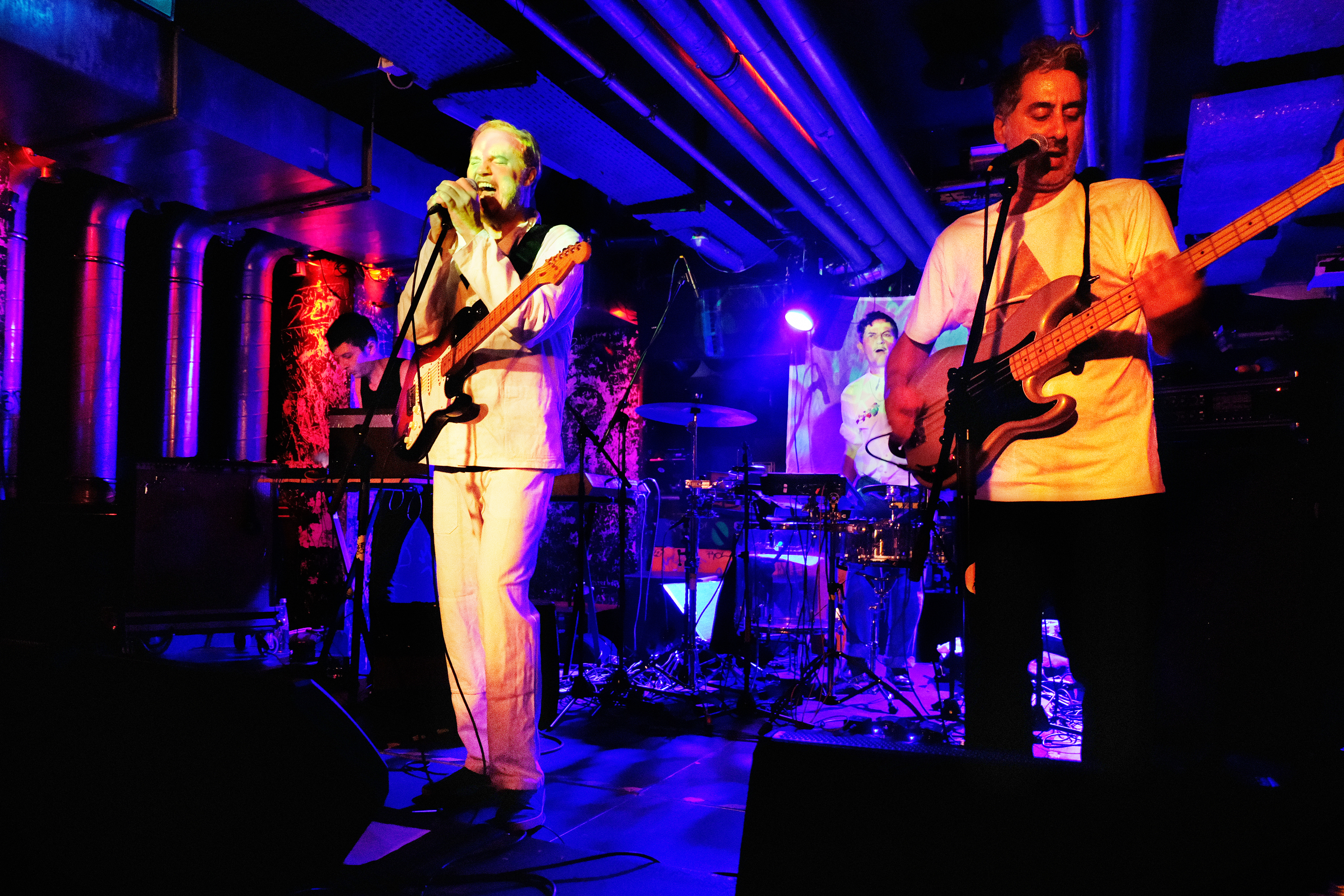
Maurice Summen bei einem Auftritt mit „Die Türen“ (2019)

Maurice Summen (* 19. Februar 1974 in Stadtlohn) ist ein deutscher Musiker, Musikverleger, A&R, Autor und Journalist.

## Leben
Summen wuchs in Stadtlohn auf, arbeitete in einem Plattenladen in Oberhausen und begann nach dem Zivildienst in einem katholischen Pflegeheim ein Studium der Bibliothekswissenschaft in Köln. 2002 gründete er die Gruppe Die Türen, 2003 das Label Staatsakt in Berlin. Seit 2015 außerdem das (Sub-)Label Fun In The Church für "Outernational Music For Interplanetary People".
Von Mai 2017 bis Dezember 2018 moderierte er neben Bela B, Flake und Francoise Cactus die Radiosendung „Die Sendung“ auf Radio Eins. Am 28. Juli 2017 erschien mit „Zeit Zurück“ die erste Single aus dem Solo-Album „Bmerica“ unter dem Namen Maurice & Die Familie Summen. Als Gast rappt Kryptik Joe von der Gruppe Deichkind, für die Summen gelegentlich als Songschreiber tätig ist. Außerdem publiziert er regelmäßig in Zeitungen, Zeitschriften und Online-Portalen wie dem Musikexpress, Jungle World, Spiegel Online oder der TAZ. Zusammen mit Ramin Bijan von Die Türen und Johannes von Weizsäcker von The Chap spielt er seit 2016 in der Kinderpoppunk-Band Baked Beans, die im März 2019 ihr Debüt-Album „Hast Du Bohnen auf den Ohren?!“ beim Traditionslabel Europa veröffentlichen. Mit Gereon Klug, Timur "Mosh" Çirak und Christian Dabeler musiziert, schreibt und publiziert er als die Gruppe OIL. 2021 veröffentlichte er das Album PayPalPop, das er mit anonymen Ghost-Producern aufgenommen hat. Es ist im Lockdown der Corona-Pandemie 2020 entstanden. Seit 2021 moderiert Summen den Podcast Disposition.
Zusammen mit Tom "Der Assistent" Hessler betreibt er seit 2024 das elektronische Musik-Projekt SUPERSPACE. Eine Hommage an die elektronische Pop-Musik des 20. Jahrhunderts und ein kritischer wie humorvoller Umgang mit billigen KI-Lösungen gleichermaßen. 
Summen lebt in Berlin und hat eine Tochter. Er ist römisch-katholisch.

## Diskografie

### Alben
Zur Band Die Türen siehe:
Sonstige Interpreten:
- 2006: The Boy Group – Love is a freaquency (DoLP, CD, Enduro)
- 2017: Maurice & die Familie Summen – Bmerica (LP+7", CD, Staatsakt)
- 2019: Baked Beans – Hast Du Bohnen auf den Ohren!? (CD, Europa (Sony Music))
- 2020: Die Gruppe OIL – Naturtrüb (DoLP, ZickZack)
- 2021: Maurice Summen – PayPalPop (LP, Staatsakt)
- 2022: Der Mann – Top (LP, Staatsakt)

## Veröffentlichungen
- zusammen mit Die Gruppe Oil: Naturtrüb. Roman. Verbrecher Verlag, Berlin 2020, ISBN 978-39-5732-424-5.
- zusammen mit Markus Göres: Was erscheint, ist gut, was gut ist, erscheint. Staatsakt Stories, Verbrecher Verlag, Berlin 2023, ISBN 978-3-95732-569-3.